# ポネ・ファアマウシリ
ポネ・ファアマウシリ（Pone Fa'amausili、1997年2月26日 - ）は、スーパーラグビー・パシフィック、モアナ・パシフィカに所属するラグビー選手。

## プロフィール
- オーストラリア・メルボルン出身[1]。
- ポジションはプロップ(PR)。
- 身長 196cm、体重 130kg
- オーストラリア代表キャップは6（2024年2月現在）でワールドカップ2023のオーストラリア代表に選ばれた[2]。

## 略歴
メルボルンライジングを経て、2017年、レベルズに加入。
レベルズ活動休止に伴い、ワラターズを経て、2024年、モアナ・パシフィカに加入。